# فستريتشنيي (كوكوتكا)
فستريتشنيي (بالروسية: Встречный) هي مدينة في مقاطعة أوكروغ تشوكوتكا الذاتية في روسيا.
يبلغ عدد سكانها حوالي 12 نسمة.

## المناخ
يظهر الجدول التالي التغييرات المناخية على مدار السنة لفستريتشنيي:
| البيانات المناخية لـفستريتشنيي    | البيانات المناخية لـفستريتشنيي | البيانات المناخية لـفستريتشنيي | البيانات المناخية لـفستريتشنيي | البيانات المناخية لـفستريتشنيي | البيانات المناخية لـفستريتشنيي | البيانات المناخية لـفستريتشنيي | البيانات المناخية لـفستريتشنيي | البيانات المناخية لـفستريتشنيي | البيانات المناخية لـفستريتشنيي | البيانات المناخية لـفستريتشنيي | البيانات المناخية لـفستريتشنيي | البيانات المناخية لـفستريتشنيي | البيانات المناخية لـفستريتشنيي |
| الشهر                             | يناير                          | فبراير                         | مارس                           | أبريل                          | مايو                           | يونيو                          | يوليو                          | أغسطس                          | سبتمبر                         | أكتوبر                         | نوفمبر                         | ديسمبر                         | المعدل السنوي                  |
| --------------------------------- | ------------------------------ | ------------------------------ | ------------------------------ | ------------------------------ | ------------------------------ | ------------------------------ | ------------------------------ | ------------------------------ | ------------------------------ | ------------------------------ | ------------------------------ | ------------------------------ | ------------------------------ |
| الدرجة القصوى °م (°ف)             | 0 (32)                         | 3 (37)                         | 1.8 (35.2)                     | 8.3 (46.9)                     | 23.2 (73.8)                    | 32 (90)                        | 35.1 (95.2)                    | 29.9 (85.8)                    | 21 (70)                        | 8 (46)                         | 3.2 (37.8)                     | 1.9 (35.4)                     | 35.1 (95.2)                    |
| متوسط درجة الحرارة الكبرى °م (°ف) | −27.6 (−17.7)                  | −26.8 (−16.2)                  | −17.5 (0.5)                    | −6.8 (19.8)                    | 5.9 (42.6)                     | 16 (61)                        | 16.8 (62.2)                    | 13.9 (57.0)                    | 5.6 (42.1)                     | −8 (18)                        | −22.3 (−8.1)                   | −27.5 (−17.5)                  | −7.5 (18.5)                    |
| متوسط درجة الحرارة الصغرى °م (°ف) | −32.2 (−26.0)                  | −32.7 (−26.9)                  | −28.7 (−19.7)                  | −18.5 (−1.3)                   | −3.2 (26.2)                    | 5.2 (41.4)                     | 6.7 (44.1)                     | 3.4 (38.1)                     | −1.8 (28.8)                    | −14.4 (6.1)                    | −27.3 (−17.1)                  | −32.4 (−26.3)                  | −14.7 (5.5)                    |
| أدنى درجة حرارة °م (°ف)           | −58 (−72)                      | −54 (−65)                      | −50.3 (−58.5)                  | −44 (−47)                      | −23.5 (−10.3)                  | −5.4 (22.3)                    | −2.3 (27.9)                    | −8.2 (17.2)                    | −15 (5)                        | −37 (−35)                      | −47 (−53)                      | −52 (−62)                      | −58 (−72)                      |
| معدل هطول الأمطار مم (إنش)        | 12 (0.5)                       | 9 (0.4)                        | 3 (0.1)                        | 6 (0.2)                        | 6 (0.2)                        | 18 (0.7)                       | 42 (1.7)                       | 30 (1.2)                       | 21 (0.8)                       | 18 (0.7)                       | 12 (0.5)                       | 18 (0.7)                       | 195 (7.7)                      |
| متوسط الأيام المثلجة              | 25                             | 19                             | 14                             | 10                             | 7                              | 1                              | 0                              | 0                              | 9                              | 20                             | 18                             | 21                             | 144                            |
| المصدر:                           |                                |                                |                                |                                |                                |                                |                                |                                |                                |                                |                                |                                |                                |